# Hermann von Rautenkranz
Hermann von Rautenkranz (* 28. Juli 1883 in Winsen (Aller); † 24. Dezember 1973 in Puerto de la Cruz) war ein deutscher Unternehmer.

## Werdegang
Rautenkranz kam als Sohn eines Erdölindustriellen zur Welt. Nach Ausbildung und ersten praktischen Erfahrungen gründete er 1912 in Celle eine nach ihm benannte Firma für die Erdölförderung. Aus ihr ging die Internationale Tiefbohr AG (ITAG) hervor. Die deutsche Erdölindustrie verdankt ihm zahlreiche Neuerungen. Hermann von Rautenkranz trat zum 1. Mai 1937 der NSDAP bei (Mitgliedsnummer 5.975.501). Er wurde auf dem Stadtfriedhof von Celle beerdigt.

## Ehrungen
- 1953: Großes Verdienstkreuz der Bundesrepublik Deutschland
- 1963: Großes Verdienstkreuz des Niedersächsischen Verdienstordens